# Степан Гаврас
Степан Гаврас (помер після 1402) — ауфент (володар) держави Феодоро і Помор'я (грец. αυ9έντου πόλεως  Θεοδώρους  και   παραtαλασσίας) з 1401/1402 року, перший з династії Гаврасів. 

## Біографія
Теорія, що він був сином Василя Чичикія не є підтверджень. Ймовірно мав готсько-грецьке чи готсько-аланське походження. Гавраси-Теодорити не мали жодного стосунку до Гаврасів з феми Халдія, напевніше його прізвище походить від родинного маєтку Гаври, яке на думку дослідників розташовувалося у верхній течі річки Бельбек — звідси Гавраси або Гавради.
Степан прийшов десь у 1401 чи 1402 роках після знищення Мангупу татарами у 1399 році. На той час Мангупська сотня (володіння) втратила частину території, де розташувалися татари. А генуезці захопили деякі приморські володіння, включаючи район нинішньої Балаклави, де збудували фортецю Чембало. Проте саме за Степана почалося поступове набуття незалежності.
За легендою У 1391 або 1403 рр. разом із сином Григорієм емігрував до Москви. Там обидва вступили в монастирі. Його син Григорій заснував у Москві Симонів монастир. Російський рід Головіних стверджував, що походить від його нащадків. Своє життя Степан закінчив у Москві ченцем Симоном. Іншим його сином був наступний правитель Теодоро — Олексій I Гаврас (1402—1434).